# Nikolaus af Slesvig-Holsten-Sønderborg-Glücksborg
Prins Nikolaus til Slesvig-Holsten-Sønderborg-Glücksborg (22. december 1828 – 18. august 1849) var en dansk-tysk prins af Slesvig-Holsten-Sønderborg-Glücksborg, der var søn af Hertug Vilhelm af Slesvig-Holsten-Sønderborg-Glücksborg og prinsesse Louise Karoline af Hessen-Kassel. Prins Nikolaus var lillebror til Kong Christian 9. af Danmark.

## Biografi

### Fødsel og familie
Prins Nikolaus blev født den 22. december 1828 på Gottorp Slot i Hertugdømmet Slesvig som det tiende barn og syvende søn af hertug Vilhelm af Slesvig-Holsten-Sønderborg-Glücksborg og Louise Karoline af Hessen-Kassel. Han blev døbt med navnet Nikolaus, opkaldt efter sin gudfader, kejser Nikolaj 1. af Rusland.
Prins Nikolaus' far havde været overhovede for slægten Slesvig-Holsten-Sønderborg-Beck, en fjern og ubetydelig sidelinje til det danske kongehus, der nedstammede fra Kong Christian 3. Ved et kongeligt patent af 6. juni 1825 havde Kong Frederik 6. af Danmark imidlertid overdraget Glücksborg Slot til Vilhelm og udnævnt ham til Hertug af Slesvig-Holsten-Sønderborg-Glücksborg. Prins Nikolaus' mor var datter af Landgreve Karl af Hessen, dansk feltmarskal og statholder i hertugdømmerne Slesvig og Holsten, og Prinsesse Louise af Danmark, datter af Kong Frederik 5.
Prins Nikolaus havde ni søskende, heriblandt den senere kong Christian 9. af Danmark.

### Opvækst
Prins Nikolaus voksede op med sine mange søskende på Glücksborg Slot. Hertug Vilhelm døde dog allerede som 46-årig i 1831, da Nikolaus bare var 3 år gammel. Hans undervisning blev fortsat og afsluttet på Glucksborg Slot under moderens særlige opmærksomhed, indtil han i 1845 som 17-årig rejste til København og blev uddannet ved gardehusarregimentet i Jægersborg. Herefter søgte han i 1849 preussisk militærtjeneste, men døde ved et ulykkestilfælde under et ophold i Wien, 20 år gammel.

## Eksterne links
- Wikimedia Commons har flere filer relateret til Nikolaus af Slesvig-Holsten-Sønderborg-Glücksborg
- Hans den Yngres efterkommere